# Valle del Serra (Monti Martani)
Valle del Serra (Monti Martani) este o arie protejată (arie specială de conservare — SAC, sit de importanță comunitară — SCI) din Italia întinsă pe o suprafață de 1.275 ha, integral pe uscat.

## Localizare
Centrul sitului Valle del Serra (Monti Martani) este situat la coordonatele 42°37′01″N 12°40′59″E / 42.616944°N 12.683056°E.

## Înființare
Situl Valle del Serra (Monti Martani) a fost declarat sit de importanță comunitară în iunie 1995 pentru a proteja 93 de specii de animale. Situl a fost protejat și ca arie specială de conservare în august 2014.

## Biodiversitate
Situată în ecoregiunea mediteraneană, aria protejată conține 5 habitate naturale: Galerii de Salix alba și de Populus alba, Păduri de pin mediteraneene cu pini mezogeni endemici, Pajiști uscate seminaturale și facies de acoperire cu tufișuri pe substraturi calcaroase (Festuco-Brometalia) (* situri importante pentru orhidee), Păduri de Quercus ilex și Quercus rotundifolia, Pseudostepă cu ierburi și specii anuale de Thero-Brachypodietea.
La baza desemnării sitului se află mai multe specii protejate:
- păsări (85): uliu păsărar (Accipiter nisus), pițigoi codat (Aegithalos caudatus), ciocârlie-de-câmp (Alauda arvensis), fâsă-de-câmp (Anthus campestris), fâsă de pădure (Anthus spinoletta), lăstunul mare (Apus apus), acvilă de munte (Aquila chrysaetos), ciuf-de-pădure (Asio otus), cucuvea (Athene noctua), șorecarul comun (Buteo buteo), ciocârlie-cu-degete-scurte (Calandrella brachydactyla), caprimulg (Caprimulgus europaeus), sticlete (Carduelis carduelis), Certhia brachydactyla, florinte (Chloris chloris), mierla de apă (Cinclus cinclus), șerpar (Circaetus gallicus), erete de stuf (Circus aeruginosus), Cisticola juncidis, botgros (Coccothraustes coccothraustes), porumbel gulerat (Columba palumbus), cioară neagră (Corvus corone), Corvus monedula, cuc (Cuculus canorus), pițigoi albastru (Cyanistes caeruleus), lăstun de casă (Delichon urbicum), ciocănitoare pestriță mare (Dendrocopos major), Dryobates minor, presură sură (Emberiza calandra), presură de munte (Emberiza cia), presură bărboasă (Emberiza cirlus), măcăleandru (Erithacus rubecula), Falco biarmicus, șoim călător (Falco peregrinus), vânturel roșu (Falco tinnunculus), cinteză (Fringilla coelebs), gaiță (Garrulus glandarius), rândunică (Hirundo rustica), capîntortură (Jynx torquilla), sfrâncioc roșiatic (Lanius collurio), sfrâncioc cu cap roșu (Lanius senator), câneparul (Linaria cannabina), ciocârlie de pădure (Lullula arborea), privighetoare (Luscinia megarhynchos), mierlă de piatră (Monticola saxatilis), mierlă albastră (Monticola solitarius), codobatură galbenă (Motacilla alba), codobatură de munte (Motacilla cinerea), pietrar sur (Oenanthe oenanthe), grangur (Oriolus oriolus), ciuf-pitic (Otus scops), pițigoi mare (Parus major), vrabie de câmp (Passer montanus), pițigoi de brădet (Periparus ater), viespar (Pernis apivorus), fazan (Phasianus colchicus), codroș de munte (Phoenicurus ochruros), pitulice de munte (Phylloscopus bonelli), pitulice de munte (Phylloscopus collybita), ciocănitoarea verde (Picus viridis), pițigoi sur (Poecile palustris), brumăriță de pădure (Prunella modularis), Ptyonoprogne rupestris, mugurarul (Pyrrhula pyrrhula), aușel sprâncenat (Regulus ignicapilla), aușel cu cap galben (Regulus regulus), mărăcinar negru (Saxicola torquatus), sitar de pădure (Scolopax rusticola), cănăraș (Serinus serinus), țiclete (Sitta europaea), turturică (Streptopelia turtur), huhurez mic (Strix aluco), graur (Sturnus vulgaris), silvie cu cap negru (Sylvia atricapilla), silvie roșcată (Sylvia cantillans), silvie mediteraneană (Sylvia melanocephala), Tachymarptis melba, fluturașul de stâncă (Tichodroma muraria), pănțărușul (Troglodytes troglodytes), sturzul viilor (Turdus iliacus), mierlă (Turdus merula), sturz-cântător (Turdus philomelos), sturz (Turdus pilaris), sturzul de vâsc (Turdus viscivorus), pupăză (Upupa epops)
- amfibieni (1): Salamandrina terdigitata
- mamifere (2): lupul (Canis lupus), liliac cu aripi lungi (Miniopterus schreibersii)
- nevertebrate (3): croitorul mare al stejarului (Cerambyx cerdo), fluturele auriu (Euphydryas aurinia), rădașcă (Lucanus cervus)
- pești (1): Barbus tyberinus
- reptile (1): țestoasă bănățeană (Testudo hermanni)

Pe lângă speciile protejate, pe teritoriul sitului au mai fost identificate 1 specie de păsări, 4 specii de amfibieni, 23 de specii de mamifere, 2 specii de nevertebrate, 2 specii de pești, 7 specii de reptile.